# Вакцинація проти COVID-19 у Норвегії
Вакцинація проти COVID-19 у Норвегії — це кампанія масової імунізації населення Норвегії проти COVID-19 під час пандемії коронавірусної хвороби. Вакцинація в країні розпочалась 27 грудня 2020 року. Станом на 3 січня 2022 року першою дозою щеплено 79,5 % населення, другою — 72,7 % і третьою (також названою як перша бустерна) — 28,8 % населення.
Станом на січень 2022 року у країні застосовувалися як вакцина Pfizer-BioNTech, так і Moderna для жителів країни старших 18 років. Жителі країни можуть вибрати вакцину, яку вони хочуть, і також можна приймати різні вакцини для різних доз. Однак дітям до 18 років вводять лише вакцину Pfizer-BioNTech. Дітям до 15 років на щеплення потрібен дозвіл батьків, вони отримують лише 1 дозу вакцини Pfizer-BioTech. Якщо у них є серйозна хвороба, вони також можуть отримати 2 дози. Вакцину вводять дітям віком від 5 до 11 років, якщо вони мають серйозні захворювання. Чоловікам від 18 до 30 років також рекомендують вводити вакцину Pfizer-BioNTech через вищий ризик отримати міокардит і перикардит при вакцинації Moderna.
Норвегія також уважно стежить за побічними ефектами, звіти як від медичних працівників, так і від громадськості реєструються в загальній базі даних. Це повинно дозволити отримати хороший огляд ситуації після того, як вакцина буде введена великій кількості серед населення, а також ефективну співпрацю з іншими країнами.
У травні 2021 року експертиза, проведена на замовлення Норвезького агентства з лікарських засобів для дослідження «причин перших 100 зареєстрованих смертей мешканців будинків пристарілих, які отримали вакцину Pfizer-BioNTech», дійшла висновку, що «причинно-наслідковий зв'язок між вакциною Pfizer-BioNTech і смерть вважалася „імовірною“ у 10 із 100 випадків, „можливою“ у 26 випадках і „малоймовірною“ у 59 випадках. Решта 5 були визнані некласифікованими».

## Використання вакцин
У країні реєструвалися кілька вакцин проти COVID-19, які знаходилися на різних стадіях розробки.
| Вакцина            | Схвалення       | Введення       |
| ------------------ | --------------- | -------------- |
| Pfizer–BioNTech    | 21 грудня 2020  | 27 грудня 2020 |
| Moderna            | 6 січня 2021    | 12 січня 2021  |
| Oxford-AstraZeneca | 29 січня 2021   | 7 лютого 2021  |
| Janssen            | 11 березня 2021 | 5 травня 2021  |
| Novavax            | 20 грудня 2021  | В очікуванні   |
| CureVac            | В очікуванні    | В очікуванні   |
| Valneva            | В очікуванні    | В очікуванні   |
| Sanofi–GSK         | В очікуванні    | В очікуванні   |